# Керей-хан
Кере́й-хан (Гирей-хан, Кирей-хан)  (1425—1482) — Правнук Урус-хана. Один из основателей Казахского ханства, сам он правил в период с 1465-1470 по 1482 год, вместе с Жанибек-ханом. В 1470 году они во главе приверженцев захватил власть в Шибанидском улусе после смерти Абу-л-хаир хана и основали собственное государство в Восточном Дешт-и-Кипчаке.

## Биография
В настоящее время существует две версии происхождения династии первых казахских ханов. По одной из них они происходили из дома Орда-Эджена, по другой — они являлись потомками тринадцатого сына Джучи-хана — Тука-Тимура. К примеру, Махмуд ибн Вали в «Бахр ал-асрар» называет Керея (Гирея) и Жанибека потомками Тука-Тимура:
Некоторые из потомков Тука-Тимур-хана, например Кирей-хан и Джанибек-хан, имена отцов которых будут подробно упомянуты в перечне имён хаканов [происходящих от] Тукай-Тимура, вышли из круга подчинения и повиновения [и] предпочли покинуть родину.
Согласно шейбанидскому источнику «Таварих-и гузида-йи нусрат-наме», Керей был сыном Болата, внуком Токтакии и правнуком Урус-хана. 1447 году со своим двоюродным братом Жанибеком жил в городе Иле-балык. 1453 году Керей султан стал правителем города Сайрам.
В 1459/60 года Керей вместе с Джанибеком после конфликта с правившим в Дешт-и-Кыпчаке шибанидом Абу-л-хайром откочевали в Могулистан. 1 - ю помощь Керею и Жанибеку оказал Могульский хан - Есен Буга, дал им территории в Чу и Козы-Баши. Они заключили союз с ханом Могулистана. Вокруг Керея и Джанибека сгруппировалось около 200 тысяч кочевников, недовольных постоянными междоусобицами. Откочёвка казахов стала важным звеном в цепи событий, способствовавших образованию Казахского ханства.
Формирование Казахского ханства было не только в результате ухода Керея и Жанибека от Абу-л-хаира, но было результатом всестороннего экономического, социального и политического развития средневекового Казахстана, учитывая особенности этнической истории казахов.
Керей стал первым казахским ханом. Он считался верховным правителем, несмотря на то, что еще фактическую власть держал в своих руках Жанибек.

## Борьба за независимость Казахского ханства
После смерти Абу-л-хайра в 1468 году во время его похода в моголистан, с целью наказать Керея и Жанибека. Последние включились в борьбу против Шибанидов в восточном Дешт-и-Кыпчаке. После гибели Абу-л-Хаир хана, кочевники присоединились к стороне казахских ханов, и общая численность населения увеличилась до более чем 200 тысяч человек.
Отношения казахских ханов с Шейбанидами за XV век, описываются борьбой за Восточный Дешт-и-кипчак, в том числе и за Присырдарьинские города. Эту борьбу подразделяют на несколько этапов, а именно то что перевес сил все время сходился с одной стороны на другую.
Керей и Жанибек сконцентрировали свои силы в Туркестане, а именно на захвате городов. К зиме 1470 года, казахи значительно продвинулись к Туркестану. Махмуд султан занял в предгорьях Алатау Сузак, а Иренджи-султан взял Сауран, став его владельцем. Сам же Керей подступил к Туркестану. Более не стремление казахских ханов позволило им активизировать свои действия и перейти в наступление, чем грабительские набеги Мухаммада Шайбани на казахские улусы. Они осознавали значение этого района для укрепления своей власти во всем Восточном Дашт-и-Кипчаке и решили не допустить Шайбанидов утвердиться в южных городах Казахстана.
В 1471 году Шейх-Хайдар-хан был убит в ходе многочисленных сражений против Джучидов Сайидака, Ахмада, Ибака, Жанибек-хана и мангытских эмиров. 
Противостояние казахов и узбеков не прекращалось, что привело к гибели Керея в 1474 году.

## Потомки
Известны имена сыновей Керея: Бурундук, Ходжа-Мухаммад и Султан-Али. Из них стал ханом только Бурундук, который правил Казахским ханством после отца до 1511 года.

## Память
1 июня 2010 года в Астане возле музея первого президента Казахстана с участием Н. А. Назарбаева был открыт памятник ханам Керею и Жанибеку скульптора Рената Абенова. Общая высота памятника от основания до венца знамени составляет 12 м, высота фигуры Жанибек хана в полный рост — 5,25 м, сплинтом 5,45 м. Высота восседающей фигуры Керей-хана — 4 м. Вес памятника — 16,2 тонны.